# Fabrice Garin
Fabrice Garin est un footballeur français, né le 17 décembre 1975 à Quimperlé dans le département du Finistère. Il évolue au poste de milieu de terrain de la fin des années 1990 au début des années 2010.

## Biographie
Fabrice Garin joue 35 matchs en Division 2 avec LB Châteauroux entre 1998 et 2000. 
Il est sacré Champion de France de National en 2008 avec le club du Vannes OC.
En août 2011, il devient entraîneur de l'équipe féminine de l'US Saint-Malo (DH).
En 2015, il participe à la 2e saison de Tahiti Quest avec sa femme et ses deux fils et remporte la compétition.
Désormais, il encadre les féminines de l'U.S. Saint-Malo en D2 Féminine.
Carrière
- 1994-1998 :  Stade rennais
- 1998-2000 :  LB Châteauroux
- 2000-2003 :  Stade brestois
- 2003-2004 :  CS Louhans-Cuiseaux
- 2004-2008 :  Vannes OC
- 2008-2010 :  AS Moulins
- 2010-2011 :  US Saint-Malo[1],[2]

## Palmarès
- Champion de France de National en 2008 avec le Vannes OC
- Champion de France de CFA en 2005 avec le Vannes OC

- 2 sélections en Équipe de Bretagne : Ouest Indoor en 2000 et Bretagne – Congo 3-1 en 2008

## Statistiques
- 20 matchs et 0 but en Division 2
- 230 matchs et 20 buts en National